# Chất kết dính phosphat
Chất kết dính phosphat là thuốc được sử dụng để làm giảm sự hấp thu phosphat và được dùng với các bữa ăn và đồ ăn nhẹ. Chúng thường được sử dụng ở những người bị suy thận mãn tính vì họ thường gặp khó khăn trong việc loại bỏ các phosphat xâm nhập vào máu của họ (nghĩa là huyết thanh phosphat trong suy thận mạn tính thường tăng lên).

## Ứng dụng y tế
Đối với những người bị suy thận mãn tính, kiểm soát huyết thanh phosphat rất quan trọng vì nó liên quan đến bệnh lý của xương và được điều chỉnh cùng với huyết thanh calci bằng hormon cận giáp (PTH).
Chúng cũng được sử dụng trong chứng hạ giáp với chứng hạ kali máu do tăng phosphat máu.

## Tác dụng phụ
Đối với chất kết dính phosphat, các hợp chất có chứa nhôm (như nhôm hydroxide) ít được ưa chuộng hơn vì lượng nhôm kéo dài có thể gây ra bệnh não và bệnh xương khớp. Nếu calci được sử dụng như là một chất bổ sung, calci bổ sung được sử dụng như một chất kết dính phosphat có thể gây ra chứng tăng cãni máu và calcinosis gây tổn thương mô. Người ta có thể tránh những ảnh hưởng bất lợi này bằng cách sử dụng chất kết dính phosphat không chứa calci hoặc nhôm như các thành phần hoạt tính, như lanthan cacbonat hoặcsevelamer.

## Cơ chế hoạt động
Các tác nhân này hoạt động bằng cách liên kết với phosphat trong đường tiêu hóa, do đó làm cho cơ thể không hấp thụ được. Do đó, các loại thuốc này thường được dùng với các bữa ăn để ràng buộc bất kỳ phosphat có thể có mặt trong thực phẩm ăn vào. Chất kết dính phosphat có thể là đơn vị phân tử đơn giản (như muối magnesi, nhôm, calci, hoặc lanthanum) phản ứng với phosphat và tạo thành một hợp chất không hòa tan. Chất kết dính phosphat như sevelamer cũng có thể là các cấu trúc polyme kết dính với phosphat và sau đó được bài tiết.

## Các loại chất kết dính
| Chất kết dính phosphat                     | Nhãn hiệu | Ưu điểm                                             | Nhược điểm                                                      |
| ------------------------------------------ | --------- | --------------------------------------------------- | --------------------------------------------------------------- |
| Muối nhôm                                  | Alucaps   | Không calci                                         | Nguy cơ nhiễm độc nhôm                                          |
|                                            | Basaljel  | Hiệu quả chất kết dính cao của pH                   | Cần giám sát thường xuyên - thêm chi phí                        |
|                                            |           | Rẻ                                                  |                                                                 |
|                                            |           | Viên thuốc vừa phải                                 |                                                                 |
| Calci cacbonat                             | Calcichew | Không nhôm                                          | Calci có chứa tiềm năng nguy cơ tăng calci huyết và vôi hóa vôi |
|                                            | Titralac  | Hiệu quả ràng buộc trung bình                       | Lạm dụng hoocmon tuyến cận giáp                                 |
|                                            |           | Chi phí tương đối thấp                              | Tác dụng phụ đường tiêu hóa                                     |
|                                            |           | Viên thuốc vừa phải                                 | Hiệu quả pH phụ thuộc                                           |
|                                            |           | nhai                                                |                                                                 |
| Calci axetat                               | Lenal Ace | Không nhôm                                          | Calci có chứa tiềm năng nguy cơ tăng calci huyết và vôi hóa vôi |
|                                            | PhosLo    | Hiệu quả cao hơn calcichew / sewelamer              | Lạm dụng hoocmon tuyến cận giáp                                 |
|                                            |           | Giá rẻ vừa phải                                     | Tác dụng phụ đường tiêu hóa                                     |
|                                            |           | Hàm lượng calci thấp hơn calci cacbonat             | Viên nén lớn, dung dịch không thể thay thế được                 |
| Sevelamer hydrochloride/Sevelamer cacbonat | Renagel   | Không nhôm và calci                                 | Tương đối tốn kém                                               |
|                                            | Renvela   | Không hấp thu đường tiêu hóa                        | Gánh nặng thuốc cao                                             |
|                                            |           | Hiệu quả trung bình                                 | Viên nén lớn, dung dịch không thể thay thế được                 |
|                                            |           | Giảm lipoprotein cholesterol tổng số và mật độ thấp | Tác dụng phụ đường tiêu hóa                                     |
|                                            |           |                                                     | Liên kết vitamin tan trong chất béo                             |
| Lanthan cacbonat                           | Fosrenol  | Không nhôm và calci                                 | Tương đối tốn kém                                               |
|                                            |           | Sự hấp thu tiêu hóa tối thiểu                       | Tác dụng phụ đường tiêu hóa                                     |
|                                            |           | Hiệu suất cao qua phạm vi pH đầy đủ                 |                                                                 |
|                                            |           | Công thức nhai                                      |                                                                 |
|                                            |           | ngon miệng                                          |                                                                 |
|                                            |           | Gánh nặng viên thuốc thấp                           |                                                                 |

1. ↑  Burtis, C.A.; Ashwood, E.R. and Bruns, D.E. Tietz Textbook of Clinical Chemistry and Molecular Diagnostics. 5th Edition. Elsevier. pp1552